# Livsstilshotell
Livsstilshotell eller boutiquehotell är hotell som erbjuder sina gäster känsloupplevelser, atmosfär och livsstil.

## Bakgrund
Livsstilshotellen började växa fram under 1980- och 1990-talet i New York. Enligt etnologen Maria Strannegård kan amerikanerna Ian Schrager och Steve Rubell ha varit föregångsgestalter.  De strävade efter att blanda kulturellt och ekonomiskt kapital och nischade sig mot en smal designintresserad grupp av människor. Morgans Hotel på Madison Avenue i New York öppnade 1984, och kan räknas som det första livsstilshotellet. Det beskrevs som "the handsomest hotel in New York". New York Times förklarade fenomenet livsstilshotell eller boutiquehotell som "små, tystlåtna hotell som genom spetsfundigheter är menade att appellera till ett sofistikerat, internationellt klientel"I en text som enligt Strannegård fanns på Morgans hotel Groups hemsida fram till 2005 kunde man läsa om ett manifest som kallades Ian Schrager's Vision Statement. I detta framgick hur han ville att hans hotell skulle underhålla och provocera, stimulera sinnena och ha en tydlig attityd och intention. Dessa tankar sägs ha revolutionerat hotellindustrin och förändrat uppfattningen om vad ett hotell egentligen är.  
De viktiga punkterna för ett livsstilshotell är, enligt Schrager: 
- Hotellet som en teater. (Hotellet är en scen och gäster och anställda spelar olika roller).
- Lobbyns roll för det sociala spelet. (Lobbyn är en social knutpunkt där gäster samlas och träffas).
- Inomhus/utomhus. (En strävan att sudda ut gränsen mellan inne och ute genom att skapa trevliga uterum är önskvärd).
- Resmålet i staden. (Hotellet är ett resmål och en tillflyktsort i sig).
- Hotellet som livsstil. (Hotellet som en spegel av gästens livsstil).

## Sverige

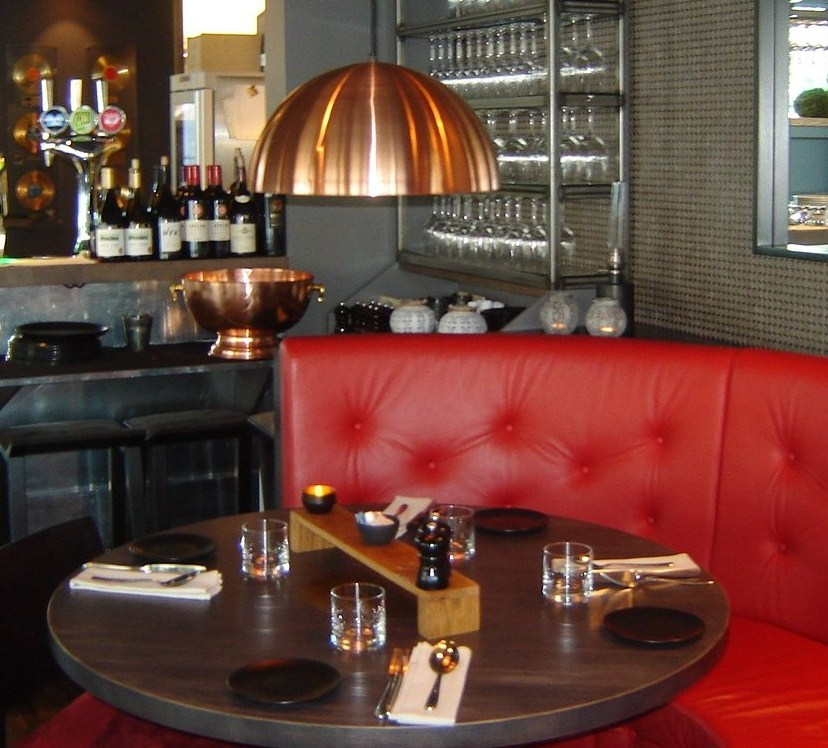
Melody Hotel i Stockholm. (2014)

I Sverige finns flera hotell som kallar sig livsstilshotell eller boutiquehotell. Ett exempel är Melody Hotel (numera Backstage Hotel) på Djurgården i Stockholm.